# O'Clock
 (janvier 2009).
Si vous disposez d'ouvrages ou d'articles de référence ou si vous connaissez des sites web de qualité traitant du thème abordé ici, merci de compléter l'article en donnant les références utiles à sa vérifiabilité et en les liant à la section « Notes et références ».
O'Clock est un graffeur français originaire de la région parisienne. Il est souvent considéré comme l'un des tagueurs les plus productifs, les plus influents et les plus inventifs de l'histoire du graffiti parisien.

## Biographie
Originaire du Val-de-Marne, il commence le graffiti dès 1989 avec la pratique, l'observation et le travail des lettres avec d'autres graffeurs. En 1995, il prend le blaze (pseudonyme) de « O'Clock » et décide de poursuivre avec assiduité son activité de taggeur.
Durant son activité, il fut membre de différents collectifs : 156 crew (collectif international originaire de New York), 73 (EF), LT27 (groupe parisien actif entre 1997 et 2002), YKS puis P2B ces dernières années.
O'clock est un tagueur avec une renommée à l'instar de Boxer, Bando, Colorz, Oeno ou Degré qui avaient su marquer les esprits quelques années auparavant. Actif en région parisienne, il a également posé sa marque un peu partout en France ainsi qu'ailleurs dans le monde : Amsterdam, Rotterdam, Barcelone, Londres, Berlin, Bochum, Rome, Liège, Bruxelles, Namur, Hong Kong, New York, Boston, Oslo, Trondheim ou Stockholm.
À la suite de ses condamnations par les justices française et americaine , pour dénonciation,  il a décidé de freiner ses activités illégales pour se consacrer à d'autres projets artistiques, après sept ans d'intense activité dans la rue et dans les dépôts.

## Style
Il définit son style comme « assez classique et lisible, avec une grosse part d'improvisation et de renouvellement en fonction de mon humeur, du support et du lieu. J'aime improviser, faire confiance à mon instinct. Ressentir l'ambiance, évaluer l'urgence de la situation et y adapter les idées qui me passent par la tête. Bien sûr, j'ai des « classiques », mais je préfère ne pas répéter trop longtemps ou trop souvent le même tag ou la même pièce indéfiniment sinon je me lasse, j'ai besoin de me renouveler, j'aime la surprise, le changement, la nouveauté. Il n'y a pas une mais des recettes qui marchent. »
Pluridisciplinaire, il ne s'est spécialisé dans aucun support, medium ou style ou technique spécifique et pose sa signature avec tous les moyens et sur tous les supports classiques du graffiti : rues, métros, trains, camions, tunnels, toits, autoroutes, etc.